# نظرية الذكاءات المتعددة

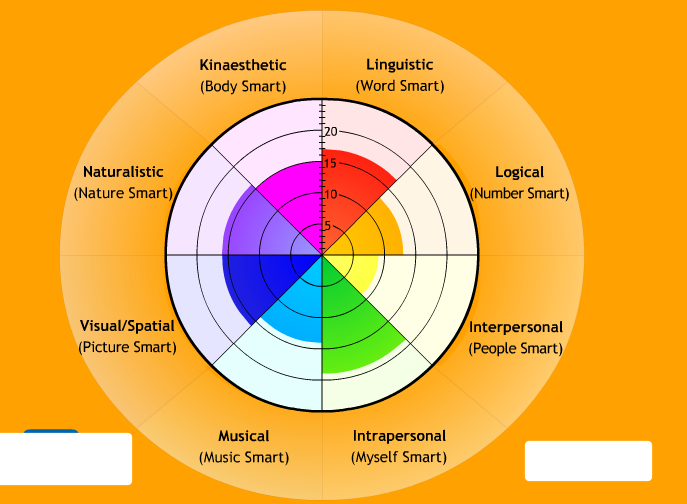
كيفية رسم أنواع الذكاء المختلفة

نظرية الذكاءات المتعددة (بالإنجليزية: Multiple Intelligence) هي نظرية وضعها عالم النفس هاورد غاردنر عام 1983 وتقول بوجود العديد من الذكاءات وليس على قدرتين فقط هما التواصل اللغوي والتفكير المنطقي واللتين اعتبرتا تقليديا مؤشري الذكاء الوحيدين والمعتمدتان في اختبارات الذكاء (IQ).
عام 1990، أشار غاردنر إلى خمس قدرات إضافية وهي، بالإضافة للتواصل اللغوي والتفكير المنطقي، الذكاء البصري/المكاني، الذكاء الموسيقي/النغمي، الذكاء الجسمي/العضلي، ذكاء المعرفة الذاتية/معرفة النفس، ذكاء معرفة الاخرين، ولاحقا، اعترف غاردنر بإمكانية وجود ذكاءات أخرى على العلم اكتشافها. وحتى عام 2016، أضاف غاردنر ذكاءين على النظرية وهما: ذكاء عالم الطبيعة وذكاء التعليم. وكان قد ذكر عن إمكانية اعتبار المعرفة الوجودية كذكاء منفصل، إلا أنه لم يبت بالأمر بشكل حاسم.
تعتبر نظرية هاورد غاردنر من النظريات المفيدة في معرفة أساليب التعلم وأساليب التدريس فإنها تكتشف مواطن القوة والضعف عند المتعلم.
والذكاء عند هاورد غاردنر عبارة عن مجموعة من المهارات تمكن الشخص من حل مشكلاته. وكذلك القدرات التي تمكن الشخص من إنتاج ماله وتقديره وقيمته في المجتمع. والقدرة على إضافة معرفة جديدة، والذكاء ليس بُعد واحد فقط بل عدة أبعاد. ثم إن كل شخص متميز عن الآخرين. والذكاء يختلف من شخص إلى آخر.

## خواص الذكاءات العشرة

### الذكاء اللغوي (linguistic)
أو الذكاء الشفهي هو القدرة على استعمال اللغة والحساسية للكلمات ومعاني الكلمات ومعرفة قواعد النحو والقدرة على معرفة المحسنات البديعي والشعر وحُسن الإلقاء. والقدرة على نقل المفاهيم بطريقة واضحة. والأشخاص الأذكياء لغوياً هم الشعراء والخطباء والمذيعون.

### الذكاء الرياضي المنطقي (logical-mathematical)
قدرة الشخص الرياضية والمنطقية والتفكير المجرد وحل المشكلات. والأشخاص الأذكياء رياضياً: هم علماء الرياضيات والمهندسون والفيزيائيون والباحثون.

### ذكاء معرفة الذات (intrapersonal)
قدرة الشخص على تشكيل أنموذج دقيق وواضح من نفسه واستعمال هذا النموذج بفاعلية في الحياة في مستوى أساسي ومعرفة مشاعر المتعة والألم. وهذه صفات العلماء والحكماء والفلاسفة.

### ذكاء معرفة الآخرين (interpersonal)
هو قوة الملاحظة ومعرفة الفروق بين الناس وخاصة طبائعهم وذكاؤهم وأمزجتهم ومعرفة نواياهم ورغباتهم. وهذه صفات رجال الدين والسياسة المتصفين بالفراسة وسعة المعرفة.

### الذكاء الموسيقي والإيقاعي (musical-rhythmic)
هو القدرة على تمييز الأصوات والإيقاعات. مثل المطربين والملحنين والعازفين.

### الذكاء الفراغي أو البصري (spatial-visual)
سعة إدراك العالم والقدرة على التصور ومعرفة الاتجاهات وتقدير المسافات والأحجام. ومثل أولئك هم المهندسون والجراحون والرسامون.

### الذكاء البدني والعضلي (bodily-kinesthetic)
وهو قدرة الشخص على التحكم في حركات جسده وعضلاته. مثل السباحين، والبهلوانات، والممثلين.

### ذكاء علم الطبيعية (naturalist)
قدرة الفهم على الطبيعة وما فيها من حيوانات ونباتات والقدرة على التصنيف. ومثال ذلك المزارعون ـ الصيادون.

### ذكاء الوجودية (existentialist)
وهم الأشخاص الذين لديهم قدرة على التفكير بطريقة تجريدية وهم الذين يفكرون بالحياة والموت. وهؤلاء الذين يفكرون في ما وراء الطبيعة أو ما بعد الموت.

### ذكاء التعليم (teaching)
وهم الأشخاص الذين لديهم القدرة على ايصال المعلومات بأسلوب واضح.و أولئك هم المعلمون.

## مزج الذكاءات
يشرح غاردنر ان مزج أكثر من ذكاء معا ينتج النوابغ. فمثلا، من لديه معدل ذكاء مرتفع في ذكائي المنطق والروحانيات يكون نابغة في العلوم النظرية مثل اينشتاين اما الشعراء فلديهم درجة عالية من ذكائي اللغويات والنغم. اما الرسامون فلهم درجة عالية من ذكاء السطحي/البصري والذكاء العضلي.

## نقد النظرية
مبدء نظرية غاردنر أن تحديد الذكاء بالطريقة التقليدية ليس دقيقا. فالطالب الذي يتعلم عملية الضرب الحسابية ليس أذكى من الطالب الذي يجد صعوبة في تعلمها. كل ما يحتاجه الطالب الثاني هو اعتماد أسلوب مختلف عن الطالب الأول وقد يتفوق في مجالات أخرى عن الأول مثل الرياضة أو الموسيقى أو قد يكون مفهومة للرياضيات أعمق لما هو متعارف عليه. ومع أن هذه الفكرة منطقية، إلا أن منتقدي النظرية ياخذون ضدها عدم وجود أي أبحاث علمية تدعمها.
من أهم انتقادات النظرية يدور حول تعريف الذكاء. يقول منتقدوه أن غاردنر استعمل مفهوم الذكاء بشكل اعتباطي ومخالف للمعترف به، كما أن نظريته لا تعترف بوجود ذكاء بل تحول مفهوم الذكاء إلى ما يعرف تقليديا بالقدرات أو الكفاءات. وبالمقابل، يرد مؤيدوا النظرية أن تعريف الذكاء التقليدي هو منقوص وضيق ومحدود الافق وأنه يجب تطوير المفهوم ليطابق الواقع.